# Associação RJ de Esportes
L'Associação RJ de Esportes fu una società pallavolistica maschile brasiliana con sede a Rio de Janeiro.

## Storia
L'Associação Desportiva RJX nasce nel 2011 su iniziativa dell'imprenditore brasiliano Eike Batista, uomo più ricco del Sud America. Nello stesso anno partecipa alla sua prima competizione ufficiale, il Campionato Carioca, aggiudicandoselo. Nella stagione 2011-12 prende parte alla Superliga Série A brasiliana, uscendo di scena solo alle semifinali e chiudendo la stagione al quarto posto. La stagione successiva si conferma campione statale e vince per la prima volta lo scudetto. Nel 2013, in seguito alla perdita del main sponsor, il club cambia denominazione in Associação RJ de Esportes.

## Palmarès
- Campionato brasiliano: 1

2012-13
- Campionato Carioca: 3

2011, 2012, 2013

## Rosa 2013-2014
| N° | Nome                | Ruolo | Data di nascita   | Nazionalità sportiva |
| -- | ------------------- | ----- | ----------------- | -------------------- |
| -  | Marcelo Fronckowiak | All   | -                 | Brasile              |
| 1  | Bruno de Rezende    | P     | 2 luglio 1986     | Brasile              |
| 2  | Robson de Fazio     | S/O   | 25 aprile 1979    | Brasile              |
| 3  | Alexsandro Vicente  | P     | 10 marzo 1990     | Brasile              |
| 4  | Thiago Sens         | S     | 2 luglio 1985     | Brasile              |
| 5  | Silvio dos Santos   | C     | 24 luglio 1983    | Brasile              |
| 7  | Thiago Alves        | S     | 26 luglio 1986    | Brasile              |
| 8  | Rodrigo Leão        | S/O   | 5 giugno 1996     | Brasile              |
| 9  | Leandro Vissotto    | S/O   | 30 aprile 1983    | Brasile              |
| 10 | Vinicius dos Santos | S     | 10 maggio 1986    | Brasile              |
| 12 | Guilherme Santos    | P     | 18 aprile 1981    | Brasile              |
| 14 | Ualas Martins       | C     | 18 giugno 1979    | Brasile              |
| 15 | Riad Ribeiro        | C     | 12 ottobre 1981   | Brasile              |
| 17 | Maurício de Souza   | C     | 29 settembre 1988 | Brasile              |
| 18 | Rodrigo Santana     | C     | 17 aprile 1979    | Brasile              |
| 19 | Mário Pedreira      | L     | 3 maggio 1982     | Brasile              |